# Manfred-Sinfonie

„Freund gebt acht! Der nächste Schritt ist der Tod!“ Illustration zu Lord Byrons Manfred von Gustave Doré, 1853

Die Manfred-Sinfonie (opus 58) ist eine Programmsinfonie in vier Bildern von Pjotr Iljitsch Tschaikowski nach der dramatischen Dichtung Manfred von Lord Byron aus dem Jahre 1816. Die Uraufführung fand am 11. März 1886 unter Max Erdmannsdörfer in Moskau statt. Die vier Bilder sind die vier Sätze der Sinfonie.
Aufgrund der literarischen Programmatik ist das Werk eigentlich der von Berlioz und Liszt begründeten Sinfonischen Dichtung zuzuordnen. Die Manfred-Sinfonie wurde nicht in die durchnummerierte Reihe von Tschaikowskis Sinfonien aufgenommen, vermutlich wegen seiner schwankenden Haltung dem Werk gegenüber. Erst bezeichnete er sie als „unter unaussprechlicher Mühe und Anstrengung entstandene“ Partitur und als seine „beste Sinfonie“. Nach der wenig glücklichen Uraufführung verschmähte er sie aber als abstoßendes Werk.

## Entstehungsgeschichte
Tschaikowski wurde die Vertonung des Manfred 1882 von Mili Balakirew angetragen. Zuvor hatte Hector Berlioz (1803–1869) das Thema aus Gesundheits- und Altersgründen abgelehnt. Balakirew hatte sehr genaue Vorstellungen zum Inhalt und selbst zu den Tonarten. Auch Tschaikowski lehnte zunächst ab, da er nicht glaubte, der von ihm geliebten Manfred-Komposition Robert Schumanns etwas Neues hinzufügen zu können.
Ende Oktober 1884 fuhr Tschaikowski kurzfristig zu einem sterbenden Freund nach Davos in die Schweiz. Die Umstände des Besuchs, das Erleben der alpinen Bergwelt im Zusammenhang intensiver Beschäftigung mit der Manfred-Dichtung ließen ihn umdenken. Noch von Davos aus sagte er Balakirew die Vertonung des Manfred zu und begann mit der Komposition im April 1885 (er unterbrach dazu die Arbeiten an der Oper Die Zauberin). Vom Wunsche beseelt, die Sinfonie so schnell wie möglich zu vollenden, arbeitete er unermüdlich bis zu ihrer Fertigstellung im September desselben Jahres. Tschaikowski identifizierte sich mit dem dramatischen Sujet so sehr, dass er über die Arbeit immer ruheloser, ja depressiv wurde.
Vom ursprünglichen Programmvorschlag Balakirews übernahm Tschaikowski, der seinen eigenen Vorstellungen folgte, nicht alles, erhielt aber die Idee der Programmsinfonie und der sinfonischen Dichtung.

## Inhalt und Sätze
Manfred verbindet eine inzestuöse Beziehung zu seiner Halbschwester Astarte. Als die Beziehung ruchbar wird, flieht Manfred in die Alpen, voll Trauer um die Trennung von seiner geliebten Schwester. Die Musik beschreibt den Seelenzustand des Helden direkt sowie gleichnishaft in grandiosen Naturbildern.
Jedem der vier Sätze der Sinfonie stellte Tschaikowski kurze prosaische Inhaltsangaben voran. 
Zum ersten Satz (Lento lugubre – Moderato con moto – Andante, 4/4-Takt, h-Moll) schrieb Tschaikowski: „Manfred irrt in den Alpen umher. Sein Leben ist zerschlagen, viele brennende Fragen bleiben unbeantwortet, nichts ist ihm geblieben außer den Erinnerungen. Die Gestalt der idealen Astarte schwebt ihm durch die Sinne, vergebens ruft er nach ihr, nur das Echo der Felsen wiederholt ihren Namen. Gedanken und Erinnerungen quälen ihn, er sucht Vergessen, das ihm niemand geben kann.“ Der Satz folgt nicht dem üblichen Muster eines Sonatensatzes, sondern ist in Fantasieform mit erkennbarer Dreiteiligkeit gehalten.
Der zweite Satz (Vivace con spirito, 2/4-Takt, h-Moll) greift eine Anregung Balakirews auf, die dieser ursprünglich für den dritten Satz vorgeschlagen hatte: „Die Alpenfee erscheint vor Manfred unter dem Regenbogen eines Wasserfalls“, den Tschaikowski wie im Sonnenlicht durch die Musik glitzern und sprühen lässt.
Der dritte Satz (Andante con moto, 6/8-Takt, G-Dur) ist eine Pastorale, in der Tschaikowski als Kontrast zur seelischen Zerrissenheit Manfreds das „schlichte, freie und friedliche Leben der Bergbewohner“ schildert. Manfred glaubt hier Frieden finden zu können, doch taucht er nicht wirklich in dieses Leben ein: mit seinem Auftritt wird die Musik unruhig und zerrissen.
Im vierten Satz (Allegro con fuoco, C-Takt, h-Moll) folgte Tschaikowski wieder Balakirews Programmentwurf: „Der unterirdische Palast des Ariman. Manfred erscheint inmitten des Bacchanals. Anrufung des Schattens der Astarte. Sie weissagt ihm das Ende seiner irdischen Leiden. Manfreds Tod.“

## Besetzung
- drei Flöten (die dritte Flöte spielt auch Piccolo), zwei Oboen, Englischhorn, zwei Klarinetten, Bassklarinette, drei Fagotte
- vier Hörner, zwei Trompeten, zwei Kornette (Cornets à pistons), drei Posaunen, Basstuba
- Pauken, Schlagzeug, Glocke
- zwei Harfen
- Harmonium (oft auf Orgel gespielt)
- Streicher